# حضرة المحترم (مسلسل)
حضرة المحترم مسلسل مصري أنتج عام 1999 مأخوذ عن رواية للأديب العالمي المصري نجيب محفوظ بنفس الاسم.

## بطولة
| - أشرف عبد الباقي: عثمان بيومي - سلوى خطاب: الست أصيلة - ممدوح وافي: منصور - نورهان: أُنسية رمضان - سمية الخشاب: راضية عبد الخالق - محمد الشريف: حسين جميل | - حسين الشربيني: سعفان بسيوني - عزيزة راشد:أم أنيسة - شوقي شامخ: حمزة السويفي - إحسان القلعاوي: عمة راضية - صلاح رشوان: بهجت نور - هانم محمد: أم حسني | - عهدي صادق: لطفي - بسام رجب: عبد الله وجدي - عبد الحميد المنير - عبد الله حفني: مدير المستخدمين - ثريا إبراهيم: سنية زوجة بسيوني - ماجد الكدواني: إسماعيل فايق | - محمد كريم: محفوظ - ناهد إسماعيل: سنية - محمد القصبي: الطبيب - عادل الشناوي: طبيب الصحة - سوسن بدر: قدرية |

تمثيل:

| - أميرة نايف: سيدة - مها عثمان - سمير زين - شيماء النحاس - سهام احمد | - غادة سليمان - أنور فايد - صالح العويل:برعي - عبد الحميد سند: المرابي | - إسلام حسين: طفل - محمود جاويش: طفل |